# Audrey Robichaud
Audrey Robichaud (Québec, 5 maggio 1988) è una sciatrice freestyle canadese, specialista nelle gobbe.

## Biografia
In Coppa del Mondo ha esordito il 8 gennaio 2005 a Mont-Tremblant (24ª), ha ottenuto il primo podio il 22 gennaio 2011 a Lake Placid (3ª) e la prima vittoria il 19 febbraio 2012 a Naeba.
In carriera ha partecipato a due edizioni dei Giochi olimpici invernali, Torino 2006 (8ª nelle gobbe) e Soči 2014 (10ª nelle gobbe), e a quattro dei Campionati mondiali (5ª nelle gobbe in parallelo a Deer Valley 2011 il miglior risultato).
Nel 2018 ha preso parte ai XXIII Giochi olimpici invernali a Pyeongchang venendo eliminata nel secondo turno della finale e classificandosi nona nella gara di gobbe.

## Palmarès

### Coppa del Mondo
- Miglior piazzamento in classifica generale: 11ª nel 2011.
- 9 podi:
  - 2 vittorie;
  - 3 secondi posti;
  - 4 terzi posti.

#### Coppa del Mondo - vittorie
| Data             | Luogo      | Paese    | Disciplina |
| ---------------- | ---------- | -------- | ---------- |
| 19 febbraio 2012 | Naeba      | Giappone | DM         |
| 23 febbraio 2013 | Inawashiro | Giappone | MO         |

Legenda:

MO = gobbe

DM = gobbe in parallelo